# Kenelm Edgcumbe
Kenelm William Edward Edgcumbe, 6e comte de Mount Edgcumbe (9 octobre 1873 - 10 février 1965) est un homme politique, ingénieur et pair britannique.

## Biographie

### Vie privée
Il est l'unique enfant de Richard John Frederick Edgcumbe (fils de George Edgcumbe) et de Mary Louisa Monck.
Il fait ses études à Harrow School puis il étudie le génie électrique à l'Université de Dresde et à l'University College de Londres.

### Vie publique

#### Carrière d'ingénieur
À partir de 1897, Kenelm Edgcumbe travaille au Northampton Polytechnic Institute de Londres. En 1900, il devient associé de la société Everett and Co, fondée en 1884 par Edgar Isaac Everett, basée à Hendon près de Londres. Kenelm Edgcumbe et son associé sont des pionniers de l'électrotechnique. Son entreprise fabriquait entre autres des appareils de mesure électriques et des composants pour alternateurs. Grâce à ses innovations et publications, Kenelm Edgcumbe est reconnu internationalement comme un professionnel respecté.
Il est membre de l'University College de Londres, de l'American Institute of Electrical Engineers et de l'Institution of Civil Engineers.
La société Everett, Edgcumbe and Co est vendue en 1957, mais continue d'exister malgré plusieurs changements de propriétaire (à partir de 2020). Des échantillons des produits fabriqués sous la direction de Kenelm Edgcumbe sont conservés au Science Museum de Londres.

#### Carrière militaire
À partir de 1900, Kenelm Edgcumbe sert comme officier de réserve au sein des London Electrical Engineers, une unité des Royal Engineers qui fait partie de l'armée territoriale.
Pendant la Première Guerre mondiale, sa compagnie fourni l'armée britannique et il a lui-même servi comme commandant d'un bataillon exploitant des projecteurs gardant la base navale de Dockyard Devonport.
Après la guerre, il quitte l'armée en 1925 avec le grade de lieutenant-colonel.

#### Accession à la pairie
Le 18 avril 1944 il succède à son cousin, Piers Edgcumbe, 5e comte de Mount Edgcumbe, comme comte de Mount Edgcumbe et prend le 10 octobre suivant son siège à la Chambre des lords.
Il devient lieutenant adjoint des Cornouailles en 1961. Kenelm Edgcumbe hérite d'un héritage difficile. La maison familiale, Mount Edgcumbe House, est entièrement détruite par un bombardement allemand en 1941, mais il a quand même dû payer des droits de succession élevés.
Il s'installe d'abord avec sa famille dans l'ancienne maison familiale de Cotehele House. Après de longues négociations, il cède Cotehele House au National Trust en 1947 au lieu de payer des droits de succession. Il s'agit de la première succession importante à être donnée au National Trust au lieu de payer des droits de succession.
Malgré son âge et sachant que ses filles ne vont pas hériter de la propriété après sa mort, le comte de Mount Edgcumbe décide de faire reconstruire Mount Edgcumbe House. La reconstruction commence en 1958 selon les plans d'Adrian Gilbert Scott. Pour superviser les travaux de construction, le comte de Mount Edgcumbe et sa femme emménagent dans un petit appartement situé dans les anciennes écuries de la propriété.

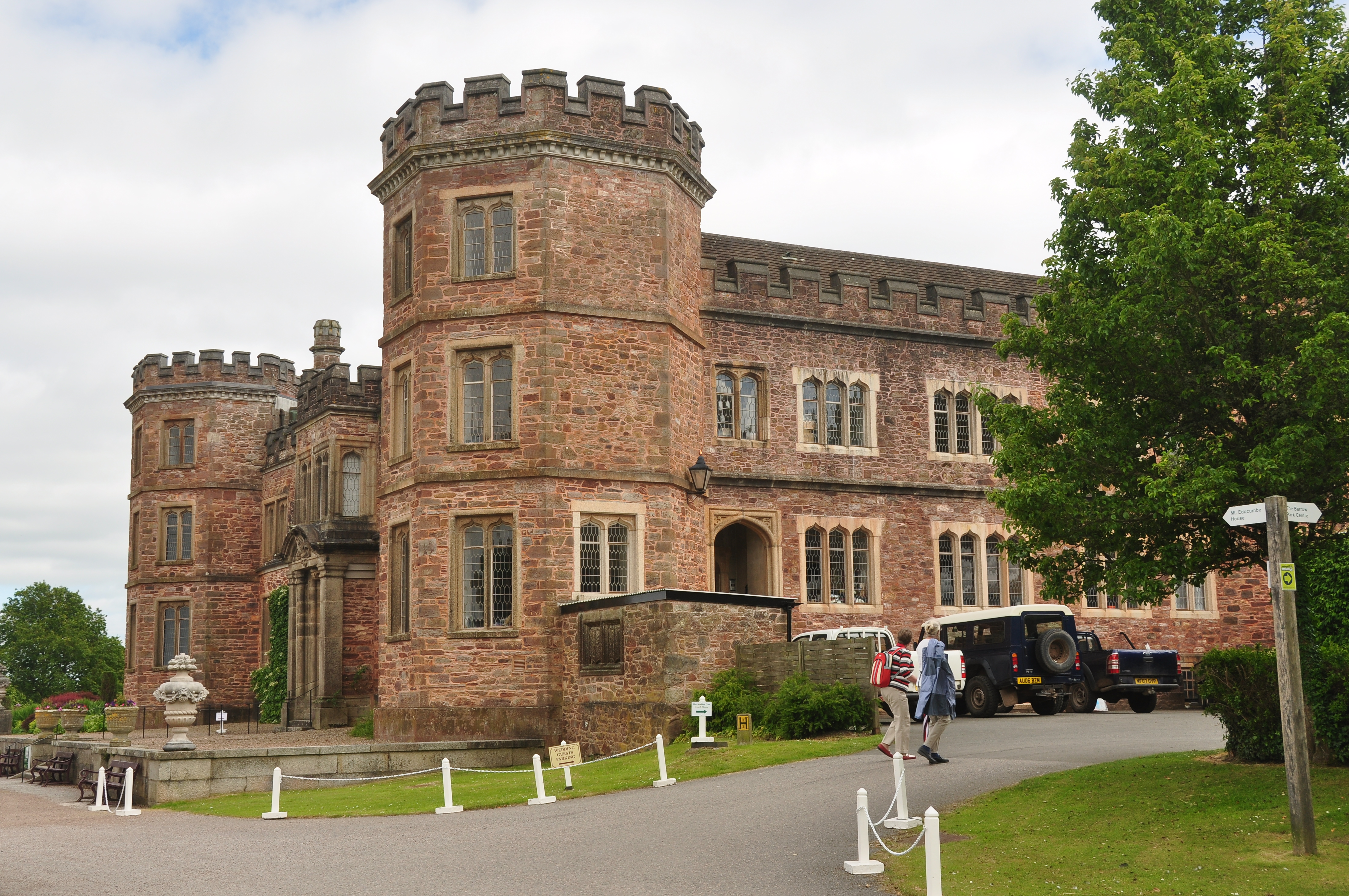
Mount Edgcumbe House reconstruite après la Seconde guerre mondiale.

Il décède un an après l'achèvement de la reconstruction.

## Famille
Il épouse, le 19 juillet 1906, Lilian Agnes Arkwright (1877-1954), fille d'Arthur Chandos Arkwright et d'Agnes Mary Tufnell. Ils ont quatre enfants.
- Hilaria Agnes Edgcumbe (16 janvier 1908 - 19 novembre 2009) épouse Denis Lucius Alban Gibbs (15 octobre 1905 - 27 avril 1984), dont descendance ;
- Katherine Lilian Edgcumbe (1er mai 1910 - décembre 1989) épouse en premières noces Francis Campbell de la Poer Beresford-Peirse (26 avril 1911 - 11 janvier 1986) (dont descendance), puis épouse en secondes noces Richard Mulhallen (sans descendance) ;
- Margaret Louisa Edgcumbe (21 mars 1912 - avril 1988) épouse Conolly Robert McCausland (11 juillet 1906 - 22 avril 1968), dont descendance ;
- Piers Richard Edgcumbe (22 octobre 1914 - 27 mai 1940), célibataire, sans enfants.

## Distinctions

### Décorations britanniques
- Territorial Decoration
- 1914-1915 Star (décembre 1918)
- British War Medal (26 juillet 1919)
- Victory Medal (1er septembre 1919)
- Médaille du couronnement du roi George V (30 juin 1911)
- Médaille du jubilé d'argent de George V (6 mai 1935)
- Médaille du couronnement du roi George VI (12 mai 1937)
- Médaille du couronnement d'Élisabeth II (2 juin 1953)